# 린정잉
린정잉(중국어: 林正英, 병음: Lín Zhèngyĩng, 한자음: 임정영, 광둥어: Lam4 Zing3 jing1 람징징, 1952년 12월 27일~1997년 11월 8일)은 홍콩의 배우, 영화 감독이다. 대표작은 강시를 다룬 공포 코미디 영화 《강시선생》 시리즈의 영환도사 역으로 잘 알려져 있다.

## 출연 작품

### 영화
- 인혁인(1982) - 이숙공(二叔公) 역
- 천지현문(1991) - 초려거사(草蘆居士) 역
- 동방추혼권(1993) -  홍희관(洪熙官) 역
- 종규전기(1994) - 구숙(九叔) 역
- 액션 고스트(1997) - 카메오

## 같이 보기
- 홍금보
- 우마 (배우)